# Cirolana kokoru
Cirolana kokoru är en kräftdjursart som beskrevs av Bruce 2004A. Cirolana kokoru ingår i släktet Cirolana och familjen Cirolanidae.
Artens utbredningsområde är havet kring Nya Zeeland. Inga underarter finns listade i Catalogue of Life.